# Resolució 1024 del Consell de Seguretat de les Nacions Unides
La Resolució 1024 del Consell de Seguretat de les Nacions Unides fou adoptada per unanimitat el 28 de novembre de 1995. Després d'examinar l'informe del Secretari General Boutros Boutros-Ghali quant a la Força de les Nacions Unides d'Observació de la Separació (UNOF), el Consell va prendre nota dels seus esforços per establir una pau justa i duradora a l'Orient Mitjà.
La resolució va decidir cridar a les parts implicades per posar en pràctica immediatament la Resolució 338 (1973), va renovar el mandat de la Força d'Observadors per sis mesos fins al 31 de maig de 1996 i va demanar al Secretari General que presentés un informe sobre la situació al final d'aquest període.
La Força es va establir el 1974 per supervisar l'alto el foc exigit en un acord entre Israel i Síria.